# Karl Bürkli (Maler)
Karl Bürkli (* 11. September 1917 in Werrikon; † 17. Dezember 2012 in Uster, heimatberechtigt in Meilen) war ein Schweizer Maler. Sein Werk umfasst Landschaftsbilder, Porträts, Bühnenbilder, Wandbilder, Zeichnungen und Gedichte.

## Werk
Karl Bürkli verbrachte den grössten Teil seines Lebens in Werrikon, einer Aussenwacht der Stadt Uster. Er erlernte den Beruf des Flachmalers und bildete sich anschliessend an der Kunstgewerbeschule Zürich weiter. Später war er in Zürich als Theatermaler und ab 1950 als freischaffender Maler tätig.  
Bürkli war Mitglied der Künstlervereinigung Zürich und stellte seine Werke in Gruppenausstellungen u. a. im Kunsthaus Zürich, Kunstmuseum Bern und im nahen Ausland aus. Zudem verfasste er zahlreiche Dialekt-Gedichte. 1992 erhielt Bürkli den Kunstpreis der Stadt Uster.